# Avstroslavizem
Avstroslavizem je bil politični nazor, ki mu je bil ideal Avstrijsko cesarstvo, v katerem bi bili Slovani enakopravni.
Leta 1846 ga je predlagal Karel Havlíček Borovský, kot nasprotovanje nazoru panslavizma. Med češkimi liberalci je bil najpomembnejši okoli sredine 19. stoletja.V celovit politični program ga je razvijal še naprej češki politik František Palacký. Avstroslavizem so podprli tudi nekateri drugi slovanski narodi v avstrijskem cesarstvu, zlasti Poljaki, Slovenci, Hrvati in Slovaki. 

## Program
Avstroslavizem je zagovarjal mirno sodelovanje med manjšimi slovanskimi narodi Srednje Evrope v okviru Habsburške monarhije, v kateri niso prevladovale nemško govoreče elite. Palacký je predlagal federacijo osmih nacionalnih regij z vidnejšim samoupravljanjem. Po zatrtju češke revolucije v Pragi junija 1848 je program postal nepomemben. Avstrijsko cesarstvo se je preoblikovalo v Avstro-Ogrsko (1867), ko so bili oblikovani tudi temeljni zakoni, ki so določali narodnostne in družbene odnose v zahodnem delu monarhije - ti so bolj spoštovali madžarske, ne pa slovanske zahteve. To je še dodatno oslabilo položaj avstroslavizma. 
Avstroslavizem je kot politični nazor vztrajal vse do padca Avstroogrskega cesarstva leta 1918. Propad Avstroogrske je bil v veliki meri posledica tega, da niso priznavali slovanskih zahtev. Tomáš Garrigue Masaryk, ki je pozneje postal prvi predsednik Češkoslovaške, je med prvo svetovno vojno prepričal ameriškega predsednika Woodrowa Wilsona, da je v deseti točki svojega programa štirinajstih točk zapisal, da je "treba narodom Avstroogrske ob prvi priložnosti omogočiti avtonomni razvoj". Avstroslavizem se je v tem času pojavil v še v obliki več predlogov, ki niso imeli vpliva, za federalizacijo Avstroogrske (kot je bil denimo načrt Združenih držav Velike Avstrije ). 
Na Slovenskem je to gibanje je zagovarjal Jernej Kopitar. Mislil je, da je bila stara cerkvena slovanščina jezik panonskih Slovanov, iz njih pa naj bi se razvili Slovenci in kajkavski Hrvati. Zato bi naj znotraj Avstro-Ogrske države imeli Slovani svoje pravice, središče pa bi vseeno ostal Dunaj. 

## Ugledni podporniki
- Josip Jelačić
- Janez Bleiweis
- Karel Havlíček Borovský
- Jernej Kopitar
- Anton Tomaž Linhart
- Franc Miklošič
- František Palacký
- Paweł Stalmach
- Josip Juraj Strossmayer